# Overkill Software
Overkill Software is een Zweeds computerspelbedrijf opgericht in 2009. Het bedrijf staat vooral bekend als de ontwikkelaar van Payday: The Heist en Payday 2. In 2012 werd Overkill Software onderdeel van Starbreeze Studios.

## Geschiedenis
In 2009 werd Overkill Software opgericht door Ulf Andersson, Bo Andersson en Simon Viklund, ex-werknemers en oprichters van GRIN. In 2011 bracht Sony Online Entertainment Overkill Softwares eerste spel uit, Payday: The Heist. Als gevolge van de recensies van het spel verwierf het Zweedse Starbreeze Studios in 2012 het bedrijf.
Begin 2013 onthulde Starbreeze Studios twee nieuwe spellen in ontwikkeling door Overkill: Payday 2, het vervolg op Payday: The Heist, en Storm, een nieuw IE.
In augustus 2013 kwam Payday 2 uit, uitgegeven door 505 Games. In november 2018 werd Overkill's The Walking Dead uitgegeven door Starbreeze Studios.
In maart 2021 werd op het officiële Twitter-account van Payday 2 aangekondigd dat de lang verwachte Payday 3 in ontwikkeling is, het spel wordt verwacht in 2023.

## Spellen
| Jaar   | Titel                       | Platform                                                  | Uitgever                  | Opmerkingen |
| ------ | --------------------------- | --------------------------------------------------------- | ------------------------- | ----------- |
| 2011   | Payday: The Heist           | PlayStation 3, Windows                                    | Sony Online Entertainment |             |
| 2013   | Payday 2                    | PlayStation 3, PlayStation 4, Windows, Xbox 360, Xbox One | 505 Games                 |             |
| 2018   | Overkill's The Walking Dead | PlayStation 4, Windows, Xbox One                          | Starbreeze Studios        | geannuleerd |
| 2018   | Payday: Crime War           | Android, iOS                                              | Starbreeze Studios        |             |
| N.n.n. | Storm                       | N.n.b.                                                    | Starbreeze Studios        |             |
| N.n.b. | Payday 3                    | N.n.b.                                                    | Starbreeze Studios        |             |